# Perlen deutschsprachiger Popmusik
Perlen deutschsprachiger Popmusik ist eine von Franz Dobler herausgegebene und von Trikont verlegte Reihe von Kompilationen, die deutschsprachige Lieder aus den Jahren 1980 bis 2009 versammelt.

## Aufbau
Die Kompilationen tragen alle das Wort „Mama“ im Titel, abgeleitet vom Eröffnungslied der ersten Kompilation Wo ist zu hause Mama? von Johnny Cash. Die Idee dazu kam von Ale Sexfeind (Die Goldenen Zitronen). Jeder Sampler beginnt mit einem US-amerikanischen Interpreten, der ein deutschsprachiges Lied singt. Der Sampler setzt sich aus unveröffentlichten und bereits veröffentlichten Liedern zusammen. Das musikalische Spektrum reicht von Chanson und Liedermachern bis zu deutschsprachigem Punk und Hardcore Punk. Jede Kompilation enthält ausführliche Liner Notes von Franz Dobler, eine kurze Bandbiografie des Interpreten oder die Liedtexte.

## Wo ist zu Hause Mama
Als einzigem Album der Reihe ist dem ersten Titel ein kurzes Intro vorangestellt. Das Intro wurde dem Titel The Sound of Music von F. S. K. entnommen. Dobler erläutert in einem Essay, was deutschsprachige Musik für ihn bedeutete und seine Überraschung, als er durch L’age d’or zum ersten Mal mit der deutschsprachigen Musik der 1990er konfrontiert wurde. Das Album erschien 1995 und versammelt insgesamt 24 Lieder plus ein Intro. Neben einem Foto des jeweiligen Interpreten sind die Liedtexte abgedruckt.
Titelliste
1. F. S. K.: Intro – 0:15
2. Johnny Cash: Wo ist zu Hause Mama – 1:48 deutsche Version von Five Feet High and Rising
3. Die Sterne: Es möchte echt sein – 3:28
4. F. S. K.: Diesel Oktoberfest – 3:00
5. Fleischlego: Was sollen wir tun, Batman? – 2:39
6. Element of Crime: Immer unter Strom – 3:51
7. Die Braut haut ins Auge: Warum nicht – 1:55
8. Saal 2: Coco – 2:45
9. Danny Dziuk: Männer (unter sich) – 4:23 Erstveröffentlichung
10. Die Nuts: Aus einer heiligen Stadt – 3:29 Erstveröffentlichung
11. Flowerpornoes: Titelstory gegen ganzseitige Anzeige – 4:06
12. No Goods: Wilder Westen – 2:10
13. Tub on a Truck: Letzte Wache – 3:53 Erstveröffentlichung, Interpretation eines Georg-Heym-Gedichtes
14. The Blech: So viel geliebt (Part 1) – 1:15
15. Funny van Dannen: Nana Mouskouri – 2:43 Erstveröffentlichung
16. Lassie Singers: Das letzte Biest am Himmel – 1:02
17. Die Radierer: Alle Frauen sind Huren – 3:31
18. Trinkende Jugend: Hamburg Lied – 2:53 Erstveröffentlichung
19. Die Regierung: Charlotte – 1:55
20. Mastino: Sterne – 4:56
21. Dildo Took a Taxi: Alles wegen dir – 3:10
22. Checkpoint Charlie: Er fährt nicht mehr nach Thailand, weil er sein Girl in Sachsen fand – 3:28
23. Motion: Warten – 3:52
24. Bernd Begemann: Hübscher als sonst – 1:42
25. Wiglaf Droste: Mach den Kopf zu – 3:08 Erstveröffentlichung

## Nicht zuhause Mama
Der zweite Teil Nicht zuhause Mama wurde 1996 veröffentlicht. Sie beginnt mit dem Gedicht I Is Poetry von Ernst Jandl. Dobler stellt auf dieser Folge die vertretenen Bands vor. Im Booklet ist außerdem eine Autogrammkarte von Johnny Cash abgedruckt, die dieser mit dem ersten Kompilationstitel signiert hatte.
Titelliste
1. Ernst Jandl: I Is poetry/Howard Armstrong & Ted Bogan: Du, du, lichst mir am Herzen – 2:10
2. Tilman Rossmy: Ein Gospel mehr – 1:55
3. Stereo Total: Belami – 2:10
4. Rocko Schamoni: Nr. 1 in den USA – 3:45
5. Merricks: Schwierig schwierig – 2:31
6. Brüllen: We Will Rock You – 2:52
7. Tocotronic: Du bist ganz schön bedient – 3:13
8. Erdmöbel: Das Beste vom Osten – 3:55 Erstveröffentlichung
9. Abwärts: In einem anderen Land – 3:13
10. Palzer/Scannell/Wood: Zinnbecher – 2:44 Erstveröffentlichung
11. Mobylettes: Arrogant – 3:12
12. Flo: Bus Nr. 51 – 1:57 Erstveröffentlichung
13. Der Scheitel: Potschertes Leben – 4:18
14. Britta: Kuschelrock beim Metzger – 3:54 Erstveröffentlichung
15. Ichfunktion: Flucht nach Entenhausen – 4:03
16. Herr Blum: Etwas – 4:03
17. Der Volz: bazillus interruptus – 3:33
18. Andreas Dorau: Angenehm stumpf – 3:44
19. Ernst Jandl: eangrob – 0:31
20. Attwenger: Warm – 6:19 Erstveröffentlichung
21. Die Aeronauten: Freundin – 2:12
22. JaKönigJa: Wer weiß? – 1:58
23. Jeep Beat Orchestra: Die Nacht, in der Merle Haggard fehlte – 4:41
24. Guz: Musik – 3:16
25. Naked Navy: Frau mit Schreibmaschine auf Tanzfläche – 4:18

Songinfos
Das Stück Du, du, lichst mir am Herzen stammt aus dem Soundtrack des Dokumentarfilms Louie Bluie (1985) von Terry Zwigoff. Das Lied von Howard Armstrong, von dem der Film handelt, wurde laut Dobler vermutlich meist auf Zuruf gespielt.
Brüllen ist die Nachfolgeband des Sängers Kristof Schreuf von Kolossale Jugend.
Das Beste vom Osten wurde einem Demo von Erdmöbel entnommen. Die Band hatte kurz darauf bei Sony Music unterschrieben.
Hinter Flo versteckt sich der Liedermacher Florian Zwietnig, der 1996 von Trikont entdeckt wurde.
Frau mit Schreibmaschine auf Tanzfläche ist ein Instrumentallied von Naked Navy. Die Gruppe setzt sich aus ehemaligen Mitgliedern von Die Goldenen Zitronen, Motion und Dackelblut, sowie einigen Musikern aus der Jazz-Szene zusammen.

## Zur Hölle Mama
Der letzte Teil der geplanten Trilogie um Perlen deutschsprachiger Popmusik erschien 1998. Im Booklet wird jeder Interpret vorgestellt, teilweise wurden auch die Liedtexte abgedruckt.
Titelliste
1. William S. Burroughs: Ich bin von Kopf bis Fuß auf Liebe eingestellt – 2:20
2. Tobias Gruben: Stammheim Blues – 4:23 Erstveröffentlichung
3. Viva Maria!: Alles was uns fehlt (Remix) – 4:04 Erstveröffentlichung
4. Fink: Fisch im Maul – 3:04
5. Stella: (Let’s Forget All About This) Year – 3:12
6. Tom Combo: Ging zu – 1:15
7. Knarf Rellöm: Zweifel is in the House – 3:52
8. Richie Nell: Baby du kannst mein Auto fahr’n – 2:27 Erstveröffentlichung
9. Fred Is Dead: Kreisel – 3:30
10. Quarks: Loch im Tag – 3:08
11. Freundeskreis: Leg dein Ohr auf die Schiene der Geschichte – 5:05
12. Der heitere Himmel: Hände zusammen – 4:52
13. Katharina Franck: Das finde ich so schön – 1:24
14. Kinderzimmer Productions: I Got a Right to Sing the Blues – 3:05
15. Bruno Ferrari Quintett: Sie ging in den Untergrund – 2:33
16. Isar 12: Die Straßen von Obergiesing – 2:04
17. Fröhliche Menschen: Sag mir was du willst – 3:02
18. Surrogat: Locker – 2:04
19. A Million Mercies & Alles Wie groß: Essen ist wichtig – 3:30
20. Barbara Morgenstern: Am Rand – 3:07
21. Monostars: Dresden Neustadt – 4:24 Erstveröffentlichung
22. Herbst in Peking: Jesus im Schnee (Sputnik Mix) – 4:20
23. Halb: Entschuldigen Sie bitte – 2:54

Songinfos
Das Eröffnungslied Ich bin von Kopf bis Fuß auf Liebe eingestellt des Schriftstellers William S. Burroughs ist eine Coverversion von Marlene Dietrich. Burroughs benutzte die sogenannte Cut-up-Technik, eine Art Collage-Technik, die er auch in der Literatur einsetzte.
Alles was fehlt von Viva Maria! stammt von deren erster Vinyl-Single von 1994. Der hier veröffentlichte Remix wurde von DJ Thomilla und Andreas Sänger vorgenommen. Der Songtext wurde einer Rede von Rudi Dutschke entnommen.
Knarf Rellöms Zweifel is in the House entstand unter Mitwirkung der Gruppe Die Aeronauten, die auf dem zweiten Teil der Kompilation vertreten waren.
Richie Nell gelangte durch Zufall auf diese Kompilation. Der Interpret hatte sein Demo der Plattenfirma Trikont zugesandt, allerdings keine Adresse hinterlassen.
Fröhliche Menschen händigten Dobler nach einem Konzert eine Demokassette aus. Dieser zeigte sich so beeindruckt, dass er die Gruppe auf diese Kompilation aufnahm.
Hinter dem Pseudonym Halb versteckt sich Hermann Halb, ein ehemaliges Mitglied von Merzbow und den Lassie Singers.
Die Straßen von Obergiesing besteht aus Dialogschnipseln der TV-Serie Funkstreife Isar 12 und wurde der Kompilation Unterwegs mit Isar 12 entnommen.

## On the Road Again Mama
On the Road Again Mama wurde nach neun Jahren Pause 2007 anlässlich des 33 ⅓-jährigen Jubiläums (33 ⅓ ist die gebräuchlichste Umdrehungszahl bei Langspielplatten) von Trikont veröffentlicht.
Titelliste
1. Toni Cavanaugh: Hummeltwist – 1:44
2. Apparat Hase: Aschebahn – 3:09 Erstveröffentlichung
3. Schneller Autos Organisation: Letzter Platz – 3:35
4. Fred Adrett: Manchmal – 4:02
5. Rock: Nur Worte gehen weiter – 2:00 Erstveröffentlichung
6. Fehlfarben & Gudrun Gut: Sonntag Morgen – 2:05
7. Sefid Sout: The Ticket that Exploded – 2:20
8. Nils Koppruch: Heimweh – 3:56
9. Huss: Was uns bleibt – 4:58
10. Müller: Wir waren mal Stars – 5:09 Erstveröffentlichung
11. Arne Zank: Du fragst nach Geschichten – 2:06
12. Kamerakino: Naked Train – 3:39 Erstveröffentlichung
13. Christian Wirlitsch: Meinen sie gar Arbeit macht frei – 2:32
14. The Chairmen of the Bank & Bernadette La Hengst: Danke für alles – 3:43 Erstveröffentlichung
15. Suzie Trio: Unsere kleine Disco – 4:56
16. Stimmgewitter: Unter dem Pflaster – 2:50
17. Schlicht: Schick mir ne Email – 3:31 Erstveröffentlichung
18. Felix Kubin & Coolhaven: Suppe für die Nacht – 2:27
19. Lydia Daher: Gott wohnt hinter meinem linken Ohr – 3:58
20. Dessert Surprise: Neuer Deutscher Nervenkrieg – 3:12 Erstveröffentlichung
21. Der Englische Garten: Ein ehernes Gesetz – 3:12
22. Freddy Fischer & His Cosmic Rocktime Band: Ist das so – 3:22
23. Jacques Palminger: Deutsche Frau – 4:26

Songinfos
Toni Cavanaughs Hummeltwist ist eine obskure Aufnahme aus den 1960ern. Der Interpret war ein US-amerikanischer GI, der Schlagzeuger und Sänger in zahlreichen Beatbands in Hamburg war und solo zwei gesuchte Langspielplatten veröffentlichte.
Sefid Sout ist ein Projekt der Musiker Saam Schlamminger, Guido Hieronymous und Bilijana Lejic. Das Trio vertont Gedichte von Wolf Wondratschek.
Aschebahn ist die erste Veröffentlichung der Hellfire-Nachfolgeband Apparat Hase.
Bernadette La Hengst ist neben ihrem Gastauftritt mit The Chairmen of the Bank auch als Produzentin bei Stimmgewitter an der Kompilation beteiligt.